# 虞 (姓)
虞（ぐ）は、漢姓のひとつ。『百家姓』の161番目。2020年の中華人民共和国の統計では人数順の上位100姓に入っておらず、台湾の2018年の統計では211番目に多い姓で、1,818人がいる。
中国普通話で Yú と発音する姓には、ほかに「于・兪・余・魚」がある。区別するために、「とらがしらの虞」と呼ぶことがある。

## 由来
伝統的に虞姓は国名の虞に由来するとされるが、虞と呼ばれた国は複数ある。ひとつは禹が舜の子の商均を虞（現在の河南省虞城県）に封じたというもので、もうひとつは周の武王が虞仲（古公亶父の子、句呉の君主）の子孫を虞（現在の山西省）に封じたというものである。
とくに会稽郡余姚県（現・浙江省余姚市）を本貫とする会稽虞氏は著名である。

## 著名な人物
- 虞卿 - 戦国時代の趙の説客。
- 虞美人 - 項羽の愛人または配偶者。ただし『史記』では「虞という名の美人」というのみで、虞が姓かどうかはっきりしない。
- 虞翻 - 後漢末から三国時代の呉の政治家・学者。
- 虞汜 - 三国時代の呉の武将。虞翻の子。
- 虞忠 - 三国時代の呉の武将。虞翻の子。
- 虞世南 - 唐の書家。
- 虞允文 - 南宋の丞相。
- 虞集 - 元の学者、詩人。